# メディアージュ (卸売業)
株式会社メディアージュは、2004年に設立された日本のコンテンツ販売会社。日本のイメージDVDメーカー「竹書房」「エスデジタル」「グレイトワークス」の発売する映像ソフト（DVD、BD）の販売を行う。

## 沿革
- 2004年設立

| スタブアイコン | サブスタブ | この項目は、まだ閲覧者の調べものの参照としては役立たない、企業に関連した書きかけの項目です。この項目を加筆・訂正などしてくださる協力者を求めています（PJ:経済）。 |